# Ahwahnee Hotel
Het Ahwahnee Hotel is een luxueus resorthotel in Yosemite National Park in de Amerikaanse staat Californië. Het hotel bevindt zich in de Yosemite Valley en opende in 1927. Sinds 1 maart 2016 heet het hotel officieel Majestic Yosemite Hotel, als gevolg van een auteursrechtendispuut tussen de overheid en de voormalige concessiehouder, die de rechten op de naam claimde.
De Ahwahnee is 14.000 m² groot en heeft een Y-vormig grondplan. Tegenwoordig zijn er in het resorthotel 99 gastenkamers en suites en 24 cottages. De belangrijkste bouwmaterialen zijn graniet, beton, hout en glas. Het hotel, ontworpen door Gilbert Stanley Underwood, is een uitgesproken voorbeeld van de National Park Rustic-stijl. Het is specifiek ontworpen om aan te sluiten bij de granieten kliffen van de Yosemite Valley.

## Geschiedenis

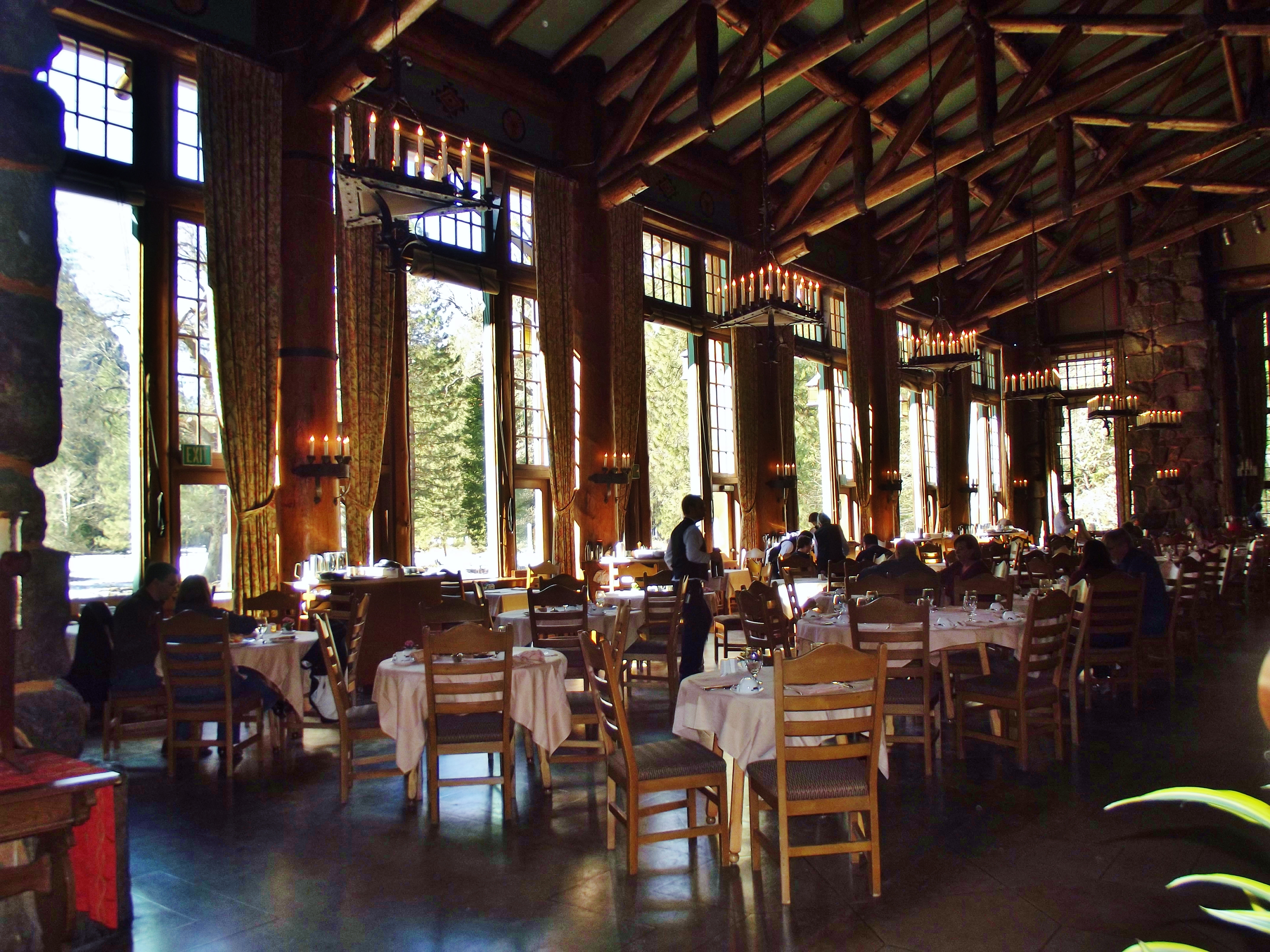
De eetzaal

Het Ahwahnee Hotel werd ontworpen door Gilbert Stanley Underwood, die ook de Zion Lodge, Bryce Canyon Lodge, Grand Canyon Lodge en Old Faithful Lodge tekende. Het interieur werd door Phyllis Ackerman en Arthur Pope ontworpen. Voor de ligging koos men voor een locatie onder de Royal Arches-rotsformatie in een madegebied waar vroeger een nederzetting van de Miwok-indianen was geweest, alsook een paardenstallencomplex dat bekendstond als Kenneyville. Vanop die locatie heeft men een uitzonderlijk zicht op veel van Yosemites bezienswaardigheden, zoals Half Dome, Yosemite Falls en Glacier Point. Bovendien baadt het hotel door zijn ligging in het zonlicht.
In 1926 begon men aan de bouw van het Ahwahnee Hotel. Er werd zo'n 5000 ton graniet, 1000 ton staal en 9000 meter hout gebruikt. Het "hout", dat zichtbaar is aan de buitenkant van het hotel, is in werkelijkheid beton dat men in speciale mallen heeft gegoten om een houtige structuur te bekomen. Beton genoot de voorkeur vanwege de brandveiligheid. De bouw van het hotel duurde elf maanden en in juli 1927 was het bouwwerk af.
Vrijwel meteen na de opening van het hotel werden er allerlei aanpassingen gedaan. In 1928 werden de daktuin en danszaal bijvoorbeeld omgebouwd in appartementen. Na afloop van de Drooglegging in 1933, werd er werk gemaakt van een bar, thematisch ingericht in de stijl van de Californische goldrush.
De United States Navy nam het hotel in 1943 tijdelijk in gebruik als hospitaal voor herstellende oorlogsveteranen.
In de jaren 50 tot 70 werden er verschillende moderniseringen doorgevoerd, zoals de aanleg van moderne liften, brandtrappen, een brandalarm, rookmelders en een sprinklerinstallatie. Daarnaast werd er een buitenzwembad aangelegd.
In 1987 werd het bouwwerk erkend als National Historic Landmark.
Het leistenen dak werd grondig vernieuwd in 2003-2004 en de koperen dakgoten werden vervangen. Die vernieuwingen kostten naar schatting 4 miljoen Amerikaanse dollar. Opmerkelijk is dat 97% van de bouwmaterialen gerecycleerd werden.

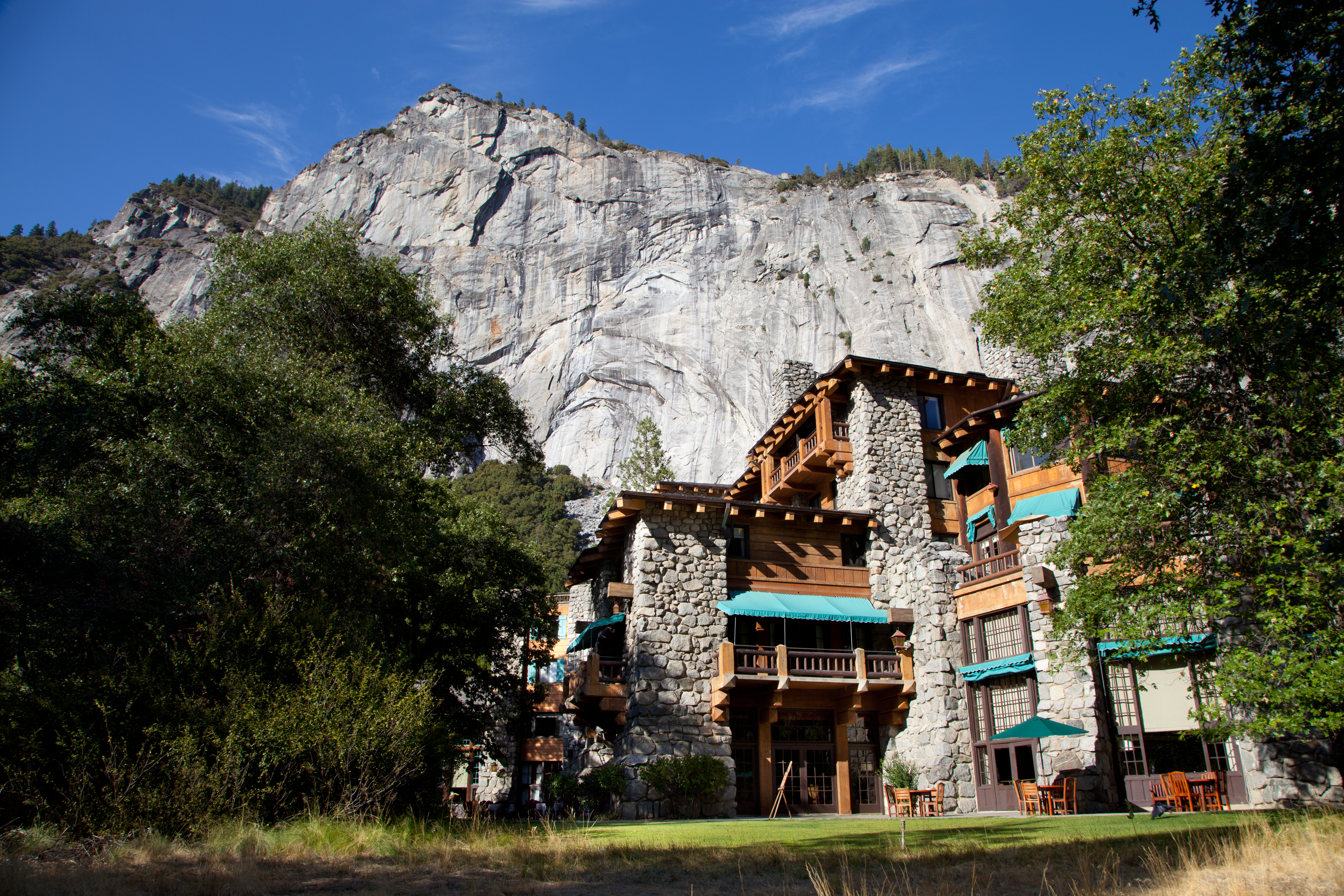
In september
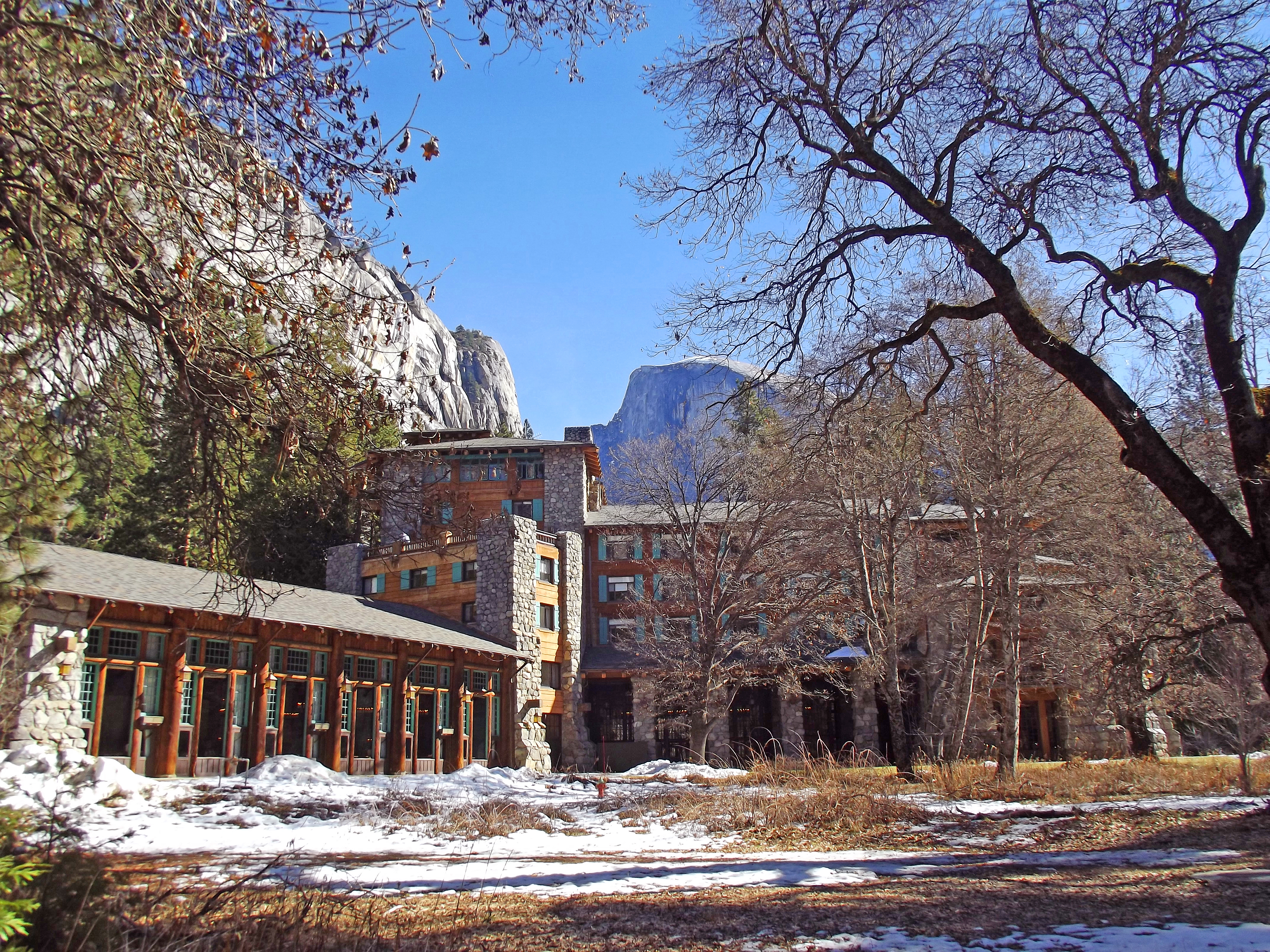
In februari

## In populaire media
Voor Stanley Kubricks horrorfilm The Shining (1980) werden de hotellobby, liften en lounge nagebouwd op de set voor het fictieve Overlook Hotel.
In zowel The Caine Mutiny (1954) en Color of a Brisk and Leaping Day (1996) worden beelden getoond van het Ahwahnee. Dat is ook het geval in de Netflix-serie Untamed (2022).